# Tromperie animale
La tromperie animale est la transmission de fausses informations d'un animal à un autre (de la même espèce ou non), de telle sorte que l'erreur induite chez le second soit profitable au premier. Cette tromperie n'implique pas nécessairement un acte conscient, mais peut se produire à différents niveaux de capacité cognitive.
Le mimétisme et le camouflage permettent à des animaux d'apparaître différents de ce qu'ils sont. Les proies peuvent apparaître comme des prédateurs, ou vice-versa. Les prédateurs et les proies peuvent être difficiles à voir (dissimulation), ou peuvent être confondus avec d'autres objets (mimétisme). Dans le mimétisme batésien, des animaux inoffensifs peuvent sembler immangeables ou toxiques. Dans l'automimétisme (en), des animaux peuvent sembler avoir des yeux ailleurs que sur la tête, ce qui peut détourner l'attaque et augmenter les chances de survie.
Dans des formes plus actives de défense contre les prédateurs, les animaux peuvent simuler la mort lorsqu'ils détectent un prédateur, ou se cacher rapidement, ou distraire l'attention d'un prédateur comme lorsqu'un céphalopode libère de l'encre. Dans un comportement déimatique (en), un animal inoffensif adopte une posture menaçante ou affiche des parties de son corps surprenantes et de couleurs vives pour impressionner un prédateur ou un rival.
Certains animaux peuvent utiliser la tromperie tactique, en adoptant un comportement tel que d'autres animaux interprètent mal ce qui se passe, à l'avantage des premiers. Certains exemples sont anecdotiques, mais chez les grands singes les études expérimentales suggèrent que la tromperie est activement pratiquée.

## Mimétisme
Le mimétisme est une forte ressemblance entre une espèce et une autre, qui a pour effet de protéger l'une ou l'autre et parfois les deux. Cette ressemblance peut concerner l'apparence, le comportement, le son, l'odeur ou l'emplacement (quand la copie occupe des endroits semblables à ceux de son modèle). On distingue différentes formes de mimétisme, qui peuvent être combinées.

### Mimétisme défensif
Le mimétisme défensif (ou protecteur) permet à un animal d'éviter une agression. Par exemple, une crevette-mante qui vient de muer adopte souvent la même attitude d'intimidation (écartement des appendices ravisseurs) que si son exosquelette, encore mou, était capable d'assurer une frappe.

#### Mimétisme batésien
| - Serpent corail, venimeux. - Couleuvre faux-corail, inoffensive. |

Le mimétisme batésien est celui d'une espèce inoffensive qui imite les signaux d'alerte d'une espèce nuisible, dirigés contre un prédateur commun. Le modèle peut avoir des épines, un aiguillon ou une chimie toxique, tandis que sa copie n'a aucune défense réelle. Le prédateur associe l'apparence à une mauvaise expérience avec le modèle.
Par exemple, diverses espèces de papillons imitent les Heliconiinae, toxiques. De même, la femelle du Grand Mormon adopte une forme qui ressemble à l'une ou l'autre de cinq autres espèces de papillons, au goût déplaisant. La Couleuvre faux-corail imite le Serpent corail, venimeux. Les deux serpents comportent des bandes jaunes, rouges et noires alternées, ce qui conduit les prédateurs potentiels à éviter les deux,.
Le mimétisme batésien n'est pas toujours visuel, il peut être acoustique. Par exemple, certains papillons de nuit se défendent efficacement contre les chauves-souris : en réponse à l'audition d'ultrasons émis par les chauves-souris en chasse, ils produisent des clics ultrasoniques qui imitent ceux du Papillon tigre, au goût désagréable,. De même, le Grand Murin (Myotis myotis), une chauve-souris, émet des cris de détresse qui ressemblent au bourdonnement d'un frelon, qui éloignent ses prédateurs les chouettes.

#### Mimétisme mullérien
| - Vice-roi. - Monarque. - Papillon Reine. |

Le mimétisme mullérien n'est mentionné ici que pour mémoire, car il n'implique pas de réelle tromperie. Il s'agit d'un mimétisme mutuel, dans lequel au moins deux espèces, non étroitement apparentées mais également néfastes à un ou plusieurs prédateurs potentiels communs, ont développé des signaux d'avertissement très voisins, renforçant ainsi mutuellement l'efficacité de leurs signaux.
Par exemple le Vice-roi (Limenitis archippus), un papillon de la famille des Nymphalidés, et deux espèces de la même famille mais d'un genre différent, le Monarque (Danaus plexippus) et le Papillon Reine (Danaus gilippus) sont très ressemblants et ont aussi un goût désagréable. De même, différents serpents[Lesquels ?] partagent les mêmes signaux d'avertissement auditifs.

### Mimétisme offensif

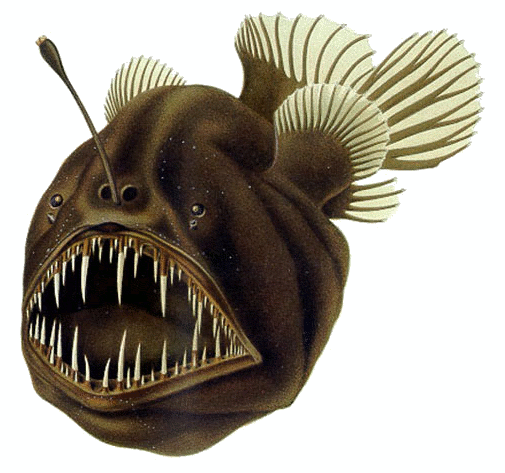
Mimétisme offensif de la Baudroie abyssale.

Le mimétisme offensif est l'imitation d'une espèce inoffensive par un prédateur ou un parasite, ce qui lui permet de s'approcher, voire d'attirer sa proie.
Les poissons-pêcheurs doivent leur nom à leur méthode de prédation très particulière : leur première épine dorsale. La baudroie a généralement au moins un long filament (l'illicium) poussant au milieu de la tête, dépassant des yeux du poisson et se terminant par une croissance irrégulière de chair (l'esca) à l'extrémité du filament. Le filament peut se déplacer dans toutes les directions et l'esca peut être agité de manière à ressembler à une proie, agissant ainsi comme appât pour attirer d'autres prédateurs suffisamment près pour que la baudroie les dévore. Certaines baudroies des grands fonds de la zone bathypélagique émettent de la lumière de leurs escas pour attirer des proies. Cette bioluminescence est le résultat d'une symbiose avec des bactéries,.
Plusieurs espèces de tortues et les poissons-chats du genre Chaca ont des extensions de la langue qui attirent les proies de telle sorte qu'elles deviennent une prise facile. Plusieurs espèces de serpents et de lézards, ainsi que le Requin-tapis barbu, pratiquent un leurre caudal (en) : ils utilisent les mouvements de leur queue pour attirer les proies.
Dans un autre type de mimétisme offensif, des mâles sont attirés par ce qui semble être une femelle sexuellement réceptive, et finissent mangés. Par exemple, les lucioles du genre Photuris émettent les mêmes signaux lumineux que les signaux d'accouplement des femelles du genre Photinus. Les lucioles mâles de différents genres sont attirées par ces « femmes fatales » parce que les femelles prédatrices sont capables d'identifier l'espèce du mâle et d'émettre le signal spécifique utilisé par les femelles de la même espèce.
Le mimétisme offensif n'est pas nécessairement visuel. Par exemple, la Punaise assassine se nourrit d'araignées, qu'elle piège en entrant dans leur toile et en arrachant des fils de soie, ce qui produit des vibrations ressemblant à celles produites par des proies capturées dans la toile : l'araignée accourt.

### Automimétisme
| - Poisson-papillon à quatre yeux (Chaetodon capistratus). - Porte-queue gris (Strymon melinus). |

On parle d'automimétisme (en) quand une partie du corps d'un animal en imite une autre, ce qui permet à l'animal de survivre à une attaque, ou si c'est un prédateur de paraître inoffensif.
De nombreuses espèces de poissons et de papillons (de jour comme de nuit) ont ainsi de grandes taches imitant un œil (ocelles), qui les aident à se tirer d'affaire en amenant les prédateurs à attaquer une cible factice (moins vulnérable que la tête). Chez le Porte-queue gris (Strymon melinus), c'est même une tête entière qu'il simule à l'arrière. Le « serpent à deux têtes » d'Afrique centrale a lui aussi une queue qui ressemble à la tête, et qu'il bouge de la même façon que la plupart des serpents bougent leur tête ; cette adaptation lui permet de tromper ses proies quant à l'origine de l'attaque.

## Camouflage
Le camouflage est l'emploi de matériaux, de colorations ou de comportements qui aident un animal à se dissimuler, en se rendant difficile à voir (camouflage cryptique) ou en se faisant passer pour quelque chose d'autre (camouflage mimétique).

### Camouflage cryptique
Diverses méthodes permettent de se dissimuler : ressembler à l'environnement, arborer une coloration disruptive, éliminer les ombres, se décorer, adopter un comportement furtif, camoufler ses mouvements (en), changer l'apparence de sa peau, présenter un contre-ombrage ou un contre-éclairage, être transparent ou refléter l'environnement.